# Lágrimas amargas
Lágrimas amargas es una telenovela mexicana producida por Ernesto Alonso y transmitida en 1967. Protagonizada por Amparo Rivelles y Ofelia Guilmáin.

## Sinopsis
La historia comienza con una viuda Eva (Amparo Rivelles) próxima a tener un hijo. Su fallecido esposo pertenecía a una de las familias más adineradas de un país imaginario. La madre de este, la malvada Carola Baida (Ofelia Guilmain) no quiere a su nuera por ser de otra clase social, pero sí quiere a su futuro heredero ya que su otra hija, Bianca (Chela Castro) no puede tener hijos. Cuando Eva va a dar a luz a su hijo, Carola prepara dos habitaciones en un hospital, una para Eva y la otra para Bianca. Al nacer el hijo de Eva, el director del hospital, comprado por Carola, le hace ver a Eva que su hijo murió y lo hacen pasar por hijo de Bianca. Eva no cree esa historia y comienza a investigar qué ocurrió con su hijo. Un médico bueno del hospital le dice lo que hicieron con su hijo. Carola, al ver que Eva continúa buscando a su hijo, utiliza sus grandes influencias y la manda a un manicomio. Allí Eva conoce y hace amistad con otra "demente" (María Rubio), ambas escapan del manicomio en una pequeña embarcación que naufraga. A ambas las dan por muertas. Carola se siente feliz pues ya Eva no significa ningún peligro para su familia. Mientras tanto Eva es encontrada en las costas de otro país por unos aldeanos que la ayudan, su amiga falleció. En ese lugar, ya recuperada, Eva conoce a un joven llamado Marcelo (Jorge Vargas) que se enamora de ella, pero no lo acepta porque ella tenía que comprar un país para recuperar a su hijo. Pasa el tiempo, el hijo de Eva, Máximo Roth Baida (Luis Bayardo) crece educado por una institutriz la Srta. Lote (Fedora Capdevilla) y creyendo ser hijo de Bianca y su esposo (César del Campo). Tiene novia (Zoila Quiñones). Mientras tanto Eva hace contacto en ese país donde se encuentra con unos compatriotas de ella que se encuentran ahí exiliados y planifican regresar a su país a dar un golpe de Estado. Ahí conoce a un joven (Carlos Bracho) y ambos se enamoran, pero tienen que renunciar a su amor ya que al darse el golpe de Estado, el nuevo gobernante de ese país el General Yocastas (Tito Junco), necesita para regresar al país una esposa y le pide a Eva que se convierta en su esposa, Eva acepta ya que quiere recuperar a su hijo, pero sería un matrimonio de apariencia. Llega el día de Eva regresar al país con su esposo el General, son recibidos por todo el pueblo que los vitorean por las calles. Bianca los ve, llega muy nerviosa a su casa y le dice a su madre que acaba de ver al nuevo gobernante y que su esposa era Eva. Carola le dice que eso no puede ser ya que Eva falleció en aquel naufragio hace muchos años. Inmediatamente, Carola, para estar bien con el nuevo gobernante, le envía una invitación a éste y su esposa para comer en la casa, así darles la bienvenida y expresarle su solidadaridad con el nuevo gobierno. Llegó esa noche y la familia Baida recibió al General Yocastas y su esposa Eva Yocastas. Todos en la casa quedaron estupefactos al ver el parecido entre la otra Eva y la que tenían en frente. El hijo Máximo, no se encontraba en la casa. Pasaron algunas semanas y Eva comenzó a tomar acciones en contra de la Familia Baida, ahí Carola se da cuenta de que Eva es su nuera. Máximo, al ver lo que está ocurriendo y ver a su familia desesperada, y sin saber que Eva es su verdadera madre, decide ir a ver a Eva Yocastas para reclamarle lo que esta hace en contra de su familia. Máximo llega muy molesto a casa de Eva y lo recibe la secretaria de ésta (Norma Jiménez Pons), ésta le dice a Eva que hay un joven muy molesto que quiere verla y sin ser anunciado entra. Eva pregunta que quién quiere verla y él mismo le contesta -Máximo Roth Baida-. Al ella escuchar ese nombre sabe que se trata de su hijo al que ve por primera vez, siente una emoción muy grande, mientras su hijo le reclama por lo que hace a su familia. Al poco tiempo Eva se siente mal de salud y va a ver a un doctor (Ricardo Mondragón), éste le cuestiona por qué tiene tanto rencor en su alma, Eva le cuenta su historia y le dice que tiene que cumplir una venganza en contra de la Familia Baida. El doctor, luego de hacerle unos análisis, descubre que Eva tiene una enfermedad incurable y le dice que se olvide de esa venganza y que trate de vivir de la mejor forma posible el tiempo que le quede de vida. Eva decide dejar su venganza, alejarse de su hijo y se va a una isla a trabajar como voluntaria en un lugar donde cuidan enfermos. Al pueblo le dicen que Eva Yocastas por motivo de enfermedad se va a dar tratamiento a otro país. Por otro lado, Carola ya está muy enferma. Su hija Bianca decide contarle a su hijo toda la verdad, le dice que Eva es su madre y le cuenta todo lo que le hizo la abuela. Al Máximo conocer toda la verdad, investiga a donde se fue Eva y junto a su novia se va a buscarla. Carola, en su lecho de muerte, le pide a Bianca que quiere ver a su nieto, ésta le dice que le contó toda la verdad y que Maxi se fue en busca de su verdadera madre. Carola muere. En la otra isla, en el lugar donde cuidan enfermos, está Eva, vestida muy modestamente y trapeando el piso, ve unas piernas que se acercan a ella, éste la levanta del piso y le dice -Mamá, vengo a buscarte.- Eva se llena de felicidad al ver a su hijo diciéndole mamá, le presenta a su novia y los tres se abrazan. Fin

## Reparto
- Amparo Rivelles - Eva Yocastas
- Ofelia Guilmáin - Carola Baida
- Chela Castro - Bianca Baida
- César del Campo - Aldo Roth
- Jorge Vargas - Marcelo
- Luis Bayardo - Máximo Baida Roth
- Fedora Capdevilla - Lote
- Carlos Bracho - Ernest Monseny
- Tito Junco - Gral. Yocastas
- Sergio Jiménez - Jack
- Chela Nájera - Condesa
- Manolo García - Juliany
- María Rubio
- Jorge Mondragón
- Norma Jiménez Pons
- Wally Barrón
- Fanny Schiller
- Zoila Quiñones